# The Accidental Husband
The Accidental Husband is een Amerikaanse romantische komedie uit 2008 in een regie van Griffin Dunne. Het script werd geschreven door Mimi Hare. Hoofdrollen worden vertolkt door Uma Thurman, Jeffrey Dean Morgan, Colin Firth, Isabella Rossellini en Sam Shepard.

## Verhaal
Dokter Emma Lloyd presenteert een veelbeluisterd radioprogramma waarin ze mensen relatie-advies geeft. Deze raad is gebaseerd op een onderzoek dat ze zelf gedurende tien jaar uitvoerde en dat weldra in boekvorm wordt uitgebracht. Wanneer Sophia naar de radiostudio belt met de vraag of ze al dan niet moet trouwen met haar vriend Patrick, adviseert Emma om de verloving af te breken. Toevallig hoort Patrick deze uitzending.
Wanneer Emma en haar verloofde Richard niet veel later hun trouwplannen kenbaar maken aan de burgerlijke stand, blijkt dat Emma getrouwd is met een zekere Patrick Sullivan. Emma beweert nooit te zijn getrouwd waarop de ambtenaar van de burgerlijke stand haar een enorme stapel aan formaliteiten bezorgt om dit recht te zetten. Deze papieren dienen zowel door Emma als Patrick ondertekend te worden. In werkelijkheid heeft Patrick wraak genomen en zijn onderbuur en computerhacker Ajay ingeschakeld om zijn en Emma's dossier in het rijksregister aan te passen. Zo hoopt hij dat het huwelijk tussen Emma en Richard afspringt en Emma weet hoe dit voelt. 
Emma vindt Patrick, een brandweerman, in een café. Zij tracht hem uit te leggen dat ze omwille van een computerfout getrouwd zijn. Echter, ze verzeilt in een "ad fundum poolbiljartspel" en valt bewusteloos ten gevolge van dronkenschap. Ze ontwaakt in het bed van Patrick en rent het appartement uit op weg naar haar werk. Daar ontmoet ze later op de dag Patrick opnieuw. Hij vergezelt haar, eerder ongewenst, naar een chique taartenproeverij waar hij zich boers gedraagt. Daar ontmoeten ze Frau Greta die de fratsen van Patrick wel waardeert. Omwille van de improvisatie tussen Patrick en Emma denkt Greta dat zij verloofd zijn.
Emma en Patrick gaan naar de notaris, een vriend van Patrick, om de documenten van een wettelijke stempel te voorzien. Patrick, ondertussen verliefd op Emma, kan via gebarentaal aan zijn vriend kenbaar maken dat het wellicht een hele poos zal duren eer de stempel kan worden gezet.
Tijdens de presentatie van het boek ontmoet Emma Greta opnieuw. Zij blijkt getrouwd te zijn met Karl Bollenbecker, de grote CEO, die van plan is om de uitgeverij van Richard op te doeken. Greta heeft haar man kunnen overtuigen om "Richard" te ontmoeten omdat hij en Karl veel overeenkomsten hebben. Patrick, die de documenten komt afgeven, neemt terug de rol van "Richard" in. Emma kan Richard overtuigen om de rol van "haar broer Patrick" op te nemen. Richard gaat akkoord uit eigenbelang.
Het wordt nog meer gecompliceerd nadat Karl "Richard" en Emma uitnodigt voor een diner. Patrick stelt tijdens dat diner voor om naar de Upanayana-ceremonie van Ajay te gaan. Daar leert Emma Patrick op een heel andere manier kennen, maar ze wijst hem op het einde van het feest af.
Patrick gooit de volgende dag alles weg wat hem doet denken aan Emma of Sophia, maar besluit toch om Emma's boek te lezen. Daarop gaat hij naar de radiostudio en confronteert Emma: volgens hem behandelt het boek enkel die zaken die slecht gaan in een relatie. Omdat in werkelijkheid geen enkele relatie bloemengeur-en-maneschijn is, zouden deze allen gedoemd zijn te mislukken als de richtlijnen van het boek worden gevolgd. Er ontstaat een discussie die doorgaat tot in de lift, waar Patrick Emma plots kust. Daarop geeft hij haar de gestempelde formaliteiten.
Deze kus doet Emma twijfelen over haar eigen huwelijksplannen, maar nadat ze de weggeworpen herinneringen in Patricks vuilbak vindt, komt ze te weten dat hij haar heeft misbruikt. Daarop gaat ze naar Richard en vertelt hem dat ze van hem houdt en nog steeds wil trouwen. Omdat door tal van omstandigheden Emma de formaliteiten nog niet heeft ingediend, neemt Richard deze taak op zich.
De dag voor het huwelijk belt Patrick terug naar de radiostudio met de melding dat hij van Emma houdt, maar zij beantwoordt de vraag niet. Net voor de plechtigheid stapt Richard de bruidskamer binnen met de stapel formaliteiten. Hij verklaart de uitzending van de vorige dag te hebben gehoord en de papieren niet heeft ingediend omdat hij denkt dat Patrick een betere partij voor haar is en dat het huwelijk best afgeblazen kan worden. Omdat geen van beiden dit nieuws durft te vertellen aan de aanwezigen, besluiten ze om de brandsprinklers in werking te zetten. Niet veel later arriveert het brandweerkorps van Patrick. Emma omhelst hem en ze kussen elkaar. 
In de eindscène, enige tijd later, geeft Emma een meer reëel advies in haar radioprogramma. Daar wordt ook duidelijk dat zij en Patrick nog samen zijn en een kind verwachten.

## Rolverdeling
| Acteur              | Personage                 |
| ------------------- | ------------------------- |
| Uma Thurman         | Dr. Emmeline (Emma) Lloyd |
| Jeffrey Dean Morgan | Patrick Sullivan          |
| Colin Firth         | Richard Braxton           |
| Isabella Rossellini | Frau Greta Bollenbecker   |
| Keir Dullea         | Herr Karl Bollenbecker    |
| Sam Shepard         | Wilder Lloyd              |
| Kristina Klebe      | Katerina Bollenbecker     |
| Lindsay Sloane      | Marcy                     |
| Justina Machado     | Sofia                     |
| Sarita Choudhury    | Sunday                    |
| Brooke Adams        | Carolyn                   |
| Mosley Michael      | Declan                    |
| Ajay Naidu          | Deep                      |